# Telegonus (bướm nhảy)
Telegonus là một chi bướm ngày thuộc họ Bướm nâu.